# Danielle Eog Makedah
Danielle Eog Makedah, née le 21 juillet 1982 à Paris, est une chanteuse, auteure-compositrice-interprète franco-camerounaise de musique soul, RnB et jazz. Elle commence sa carrière sur la scène hip-hop camerounaise en 2000. Elle accompagne de nombreux artistes sur scène et multiplie les collaborations pendant plus de 10 années avant la sortie de son premier album solo en 2013. Finaliste du Prix Découvertes RFI en 2013, elle fut également membre du collectif Hip Hop Développé dans lequel elle a évolué depuis  aux côtés de Lady B,  et le rappeur Sadrak.

## Biographie
Née en 1982 dans le 14e arrondissement de Paris, Danielle Eog vit et grandit en France avec ses parents, tous deux originaires du Cameroun. Elle retourne au Cameroun en 1997 alors qu'elle est encore au lycée. Elle s'installe à Yaoundé où elle fait ses premiers pas dans la musique, plus particulièrement sur la scène hip-hop, grâce au soutien du rappeur Krotal avec qui elle fait ses tout premiers enregistrements studio en 1999. Pendant plusieurs années, elle multiplie les collaborations et les scènes et accompagne dans les chœurs plusieurs artistes de renom tels que Manu Dibango, Les Nubians, Fredy Masamba et Krotal,.  
En 2006, elle annonce la sortie de son premier album intitulé Tobassi. Celui ne verra jamais le jour. En 2007, elle participe  au projet Rap Conteur, initié par l'opérateur de téléphonie MTN Cameroon, et rejoint le casting de la chanson Je wanda. La chanson devient un hit et remporte le prix de chanson de l'année et meilleur vidéogramme aux Canal2'or 2007. 
Elle se produit en live sur les scènes d'Afrique et d'Europe pendant des années et ouvre la voie aux chanteuses Sanzy Viany, Marie Lissom, Taty Eyong et Laro, qui assurent ses choeurs.
Le 30 mars 2013, elle sort Peace, Love and Light, son premier album de 13 titres aux rythmes variés dans lequel on retrouve du jazz, du hip-hop, du slam, du makossa et du mangambeu,. Elle est finaliste du Prix Découvertes RFI en 2013. Elle participe à la compétition Island Africa Talent en 2014 et termine à la deuxième place. En 2015, elle est nommée aux Canal d'Or en tant meilleure artiste World Music. La même année, elle sort Hold on Sister, en duo avec la chanteuse Teety Tezano. Elle fait plusieurs tournées internationales dont le MASA avec le collectif Hip Hop Développé. Son dernier Ma flamme est sorti en avril 2018.
Danielle Eog, considérée comme précurseur de la soul et le R&B au Cameroun est mère de deux enfants[réf. nécessaire].

## Discographie

### Albums
- 2013 : Peace, Love and Light

### Singles
- 2004:  Kongossa
- 2006 : Brand new day
- 2012 : The Day
- 2018 : Ma Flamme

- 2018 :  Vivre ensemble

### Collaborations
- 2001 : Par Amour de Nadine Patricia
- 2002 : Tragédie, Ak Sang Grave
- 2002 : États-Unis d'Afrique, Ak Sang Grave
- 2007 : Je Wanda, Rap Conteur 1
- 2010 : Fortifie ma foi de Bashiru
- 2010 : Multiply de Ayriq Akam
- 2010 : Ca se voit bien de Ayriq Akam
- 2011 : Finalement de Just Woan
- 2012 : A nous la Vie de Krotal,
- 2012 : Hope de Ebene
- 2013 : Our Day de Veeby
- 2013 : Message de Paix de Valsero
- 2015: Hold On Sister de HIP HOP DÉVELOPPÉ
- 2021 : Avale abeng pour Neopheat
- 2022 : We Want Peace pour la paix au Cameroun avec Abajosergy, Chelo Doo, Sultan Oshimihn...

### Compilations
- 2007 : Rap conteur
- 2008 : Cameroun / Senegal de DJ StrS’s
- 2012 : Kamer Force One (Belgique Cameroun)
- 2013 : Women for Women (Canada)

## Prix et compétitions
- 2001 : Révélation féminine, Cameroon Youth Awards
- 2002 : Meilleure voix féminine, Cameroon Hip Hop Awards
- 2003 : Meilleure voix féminine , Cameroon Hip Hop Awards
- 2007 : Nomination chanson de l’année, Canal d’ Or, Je Wanda avec Rap Conteurs
- 2007 : Meilleur clip, Canal d’Or, pour Je Wanda avec Rap Conteurs
- 2013 : Finaliste Prix Découvertes RFI
- 2011 : Meilleure collaboration, Mboa Hip Hop awards  pour A nous la vie avec KROTAL
- 2012 : Meilleur Maxi Single, Mboa Hip Hop awards pour The Day
- 2014 : Finaliste Concours Island Africa Talent (2e, Universal Music )
- 2015 : Nommée Canal d'Or catégorie meilleure artiste World Music

## Scénographie
- Carnegie Hall festivals 2022[17]